# Currie (Tasmanie)
Currie est une ville de Tasmanie, située sur la côte Ouest de l'île King, dans le Détroit de Bass. Commune la plus peuplée de l'île, elle en constitue le centre administratif, où siège le Conseil. Au recensement de 2006, sa population était de 746 habitants.
Jusqu'à la mise en service du port de toute marée de Grassy (sur la côte Est) en 1974, Currie a été le principal port reliant l'île à la fois avec la Tasmanie et l'État de Victoria au sud-est de l'Australie. C'est un important pôle de pêche industrielle, en particulier la pêche au homard. L'aéroport régional de King Island, tout proche, accueille actuellement trois lignes commerciales.

## Géographie
La ville se trouve dans l'intérieur des terres, au droit d'un port naturel sur la côte Ouest de l'île. Elle porte le nom d'Archibald Currie (1830-1914), armateur de Melbourne à la recherche de l'épave de la frégate Netherby naufragée dans ces eaux en 1866 ; il utilisa le port comme base d'opérations de sauvetage des marchandises du navire. Le port fut utilisé ensuite pour des opérations similaires lors de naufrages ultérieurs dans les environs. Le phare de Currie fut construit en 1879. Une meilleure connaissance des alentours de la ville conduisit à installer, peu de temps après, une colonie agricole permanente, pratiquant l'élevage bovin (broutards et production laitière).
Currie jouit d'un climat océanique très doux, proche d'un climat méditerranéen, du fait des étés plus secs que dans la plupart des sites de Tasmanie. Les gelées hivernales sont très rares à cause de l'importante influence maritime, alors que les températures ne dépassent les 30 °C que trois jours par an. Du fait des forts vents d'ouest en provenance de l'océan Antarctique, le temps à Currie est souvent nuageux et pluvieux, avec des averses plus de la moitié des jours de l'année. La ville est assez ventée, avec un vent soufflant en moyenne à 21,6 kilomètres par heure, et des rafales atteignant 124 kilomètres par heure.